# 卡诺 (匈牙利)
卡诺，是匈牙利包尔绍德-奥包乌伊-曾普伦州所辖的一个村。总面积13.77平方公里，总人口166，人口密度12.1人/平方公里（2011年1月1日）。